# Commiphora ugogensis
Commiphora ugogensis är en tvåhjärtbladig växtart som beskrevs av Adolf Engler. Commiphora ugogensis ingår i släktet Commiphora och familjen Burseraceae. Inga underarter finns listade i Catalogue of Life.